# Boris Gorenc
Boris Gorenc (Lubiana, 3 dicembre 1973) è un ex cestista sloveno, fino al 1992 jugoslavo.

## Carriera
Muove i primi passi tra le file dell'Helios Domžale salvo poi esordire diciannovenne con la maglia dell'Olimpija Lubiana, rimanendovi fino al 1996: con i biancoverdi vinse una Coppa d'Europa e cinque scudetti. Il suo trasferimento allo Strasburgo fu solamente il primo di una lunga serie; l'anno successivo venne chiamato a sostituire Moochie Norris al Pau-Orthez, ma dopo 6 partite ricevette il taglio.
Nell'autunno 1997 i Chicago Bulls si interessarono a lui e lo schierarono al McDonald's Open insieme a Michael Jordan e al resto della squadra: tuttavia il giocatore sloveno venne tagliato prima dell'inizio della stagione NBA.

Gorenc a Rimini nel 1998

Pochi mesi più tardi vive la sua prima esperienza italiana (in Serie A1) firmando a campionato in corso un contratto con il Basket Rimini, ottenendo salvezza e la prima qualificazione alle coppe europee nella storia del club: venne riconfermato anche la stagione successiva, ma il rapporto si interruppe nell'immediato dicembre in seguito a un infortunio al ginocchio. Dopo un provino con la Virtus Bologna, il giocatore viene tesserato da Reggio Emilia per giocare la seconda metà del campionato 1999-00. In estate si lega con l'Andrea Costa Imola, ma dopo l'esordio stagionale lascia e si trasferisce alla Montepaschi Siena, passaggio che avvenne anche a causa di frizioni con Vincenzo Esposito: con la nuova maglia Boris segna 17,5 punti di media in entrambe le annate trascorse in terra toscana, contribuendo con la sua squadra alla vittoria della Coppa Saporta 2002.
Viene quindi tesserato dalla Pallacanestro Varese per la stagione 2002-03, arrivando con la formazione biancorossa fino ai quarti di finale dei play-off. A livello personale invece si aggiudica il titolo di capocannoniere del campionato di serie A grazie ai suoi 22,38 punti segnati in media a partita.
Nel 2003-04 approda in Grecia con l'ingaggio da parte dell'Olympiakos, con cui disputa l'Eurolega (massima competizione continentale) oltre al campionato greco. Vive poi la sua ultima esperienza italiana alla Snaidero Udine, accordandosi con un contratto triennale: tuttavia anche questa parentesi si chiuderà anzitempo per via di screzi con l'allenatore e con l'ambiente. A tal punto Gorenc fa ritorno all'Olympiakos, dove gioca la restante parte di stagione. Dal 2005 al 2007 è di scena in Russia al Khimki, periodo in cui raggiunge sia la finale dell'EuroChallenge 2006 (persa contro la Joventut Badalona) sia la finale del campionato russo 2006 (perso contro il CSKA Mosca). Chiuderà la propria carriera da giocatore professionista all'Olimpija Lubiana, ritirandosi prevalentemente per problemi fisici nel marzo 2008.

### Nazionale
Gorenc ha al suo attivo 67 presenze e 620 punti complessivi con la maglia della Slovenia, comprese le partecipazioni alle edizioni dei Campionati Europei del 1993, 1995, 1997, 2001 e 2003. Inoltre in occasione dei Campionati Europei Under-22 del 1994 venne eletto miglior giocatore di tutta la manifestazione.

## Palmarès
- Campionato sloveno: 6

Union Olimpija Lubiana: 1991-92, 1992-93, 1993-94, 1994-95, 1995-96, 2007-08
- Coppa di Slovenia: 6

Union Olimpija Lubiana: 1992, 1993, 1994, 1995, 1996, 2008
- Supercoppa slovena: 1

Union Olimpija Lubiana: 2007
- Coppa d'Europa - Coppa Saporta: 2

Union Olimpija Lubiana: 1993-94
Mens Sana Siena: 2001-02